# Maria Laach am Jauerling
Maria Laach am Jauerling è un comune austriaco di 932 abitanti nel distretto di Krems-Land, in Bassa Austria; ha lo status di comune mercato (Marktgemeinde).